# Suleimán Kerímov
Suleimán Abusaídovich Kerímov (en ruso: Сулейма́н Абусаи́дович Кери́мов; nacido el 12 de marzo de 1966 en Derbent, en la república autónoma de Daguestán en la Unión Soviética) es un empresario, político, filántropo e inversor ruso, dedicado fundamentalmente a las industrias del petróleo, gas natural, metales preciosos y fertilizantes. Desde 2008, es senador federal por Daguestán ante el Consejo de la Federación de Rusia.
En 2011 ocupaba la posición 118 en la lista Forbes con una fortuna de alrededor de 7.800 millones de dólares. En enero de 2011 adquirió el FK Anzhí Majachkalá, club de fútbol de la Liga Premier de Rusia.
En noviembre de 2017, Kerímov fue arrestado por la policía francesa en el aeropuerto de Niza por un caso de evasión de impuestos relacionado con una supuesta compra de varias residencias de lujo en la Riviera francesa a través de compañías ficticias. Los cargos fueron desestimados en junio de 2018.
En abril de 2018 fue sancionado por el gobierno de los Estados Unidos, junto a otros 23 ciudadanos rusos.
En 2020, la fortuna de Kerimov se duplicó debido a un fuerte aumento de los precios del oro. El 26 de julio de 2020, la revista de negocios estadounidense Forbes informó que Suleyman tenía un patrimonio neto estimado de 21.300 millones de dólares, lo que lo ubica como la 56.ª persona más rica del mundo. La fortuna de su familia, basada casi en su totalidad en la participación del 77 por ciento en la compañía de oro Polyus, se estimó en 24,7 millones de dólares. A finales de 2020, el valor de los activos de la familia Kerimov se estimó en 20.900 millones de dólares.

## Guerra de la Potasa
En 2013, su empresa Uralkali, que se dedica a la extracción de potasa para producir fertilizantes, canceló un cartel y los planes de crear una empresa conjunta con la empresa estatal bielorrusa Belaruskali, tras el desplome del precio de la potasa en los mercados y el irrespeto de ambas partes a los acuerdos que habían establecido. El gobierno de Alexander Lukashenko (considerado por algunos como el último dictador de Europa) arrestó por cargos de "abuso de poder" en el aeropuerto de Minsk a Vladislav Baumgartner, empresario ruso de etnia alemana y director ejecutivo de Uralkaliy, cuando viajó a Bielorrusia tras haber sido invitado por Mijaíl Miasnikóvich, primer ministro de esa nación. Además, el gobierno pidió a la Interpol la captura de Kerímov, y amenazó con incautar los activos de la firma. Esto degeneró en un amargo conflicto entre los gobiernos de Rusia y Bielorrusia. Rusia vetó la importación de cerdo y leche bielorrusa y cortó el suministro de petróleo y gas a Bielorrusia. Mientras tanto Kerímov ha sido presionado para que venda sus acciones.